# Ердингер
Ердингер (на немски: Erdinger) е марка немска вайс бира, която се произвежда от баварската пивоварна „Ердингер Вайсбрау“ (Privatbrauerei Erdinger Weißbräu Werner Brombach GmbH, съкратено: Erdinger Weißbräu) в гр.Ердинг, Германия.

## История
Пивоварната в гр. Ердинг е основана от Йохан Кинли през 1886 г. След няколко промени на собствеността през 1935 г. пивоварната е купена от Франц Бромбах. На 27 декември 1949 г. пивоварната е наименована „Ердингер“. През 1965 г. пивоварната достига годишно производство от 40000 хектолитра бира, през 1978 г. – около 225 000 хектолитра и се превръща в лидер на пазара на вайс бирата. През 1990 г. годишното производство достига 1 милион хектолитра.
В наши дни „Erdinger Weißbräu“ е най-големият производител на вайс бира в света с годишна продукция около 1 500 000 хектолитра.

## Търговски асортимент
„Erdinger“ се произвежда в следните разновидности:
- Erdinger Weissbier – светлозлатиста нефилтрирана вайс бира с алкохолно съдържание 5,3 об%.
- Erdinger Alkoholfrei – светлозлатиста безалкохолна вайс бира с алкохолно съдържание до 0,4 об%.

- Erdinger Dunkel – тъмнокехлибарена нефилтрирана дункелвайс бира с алкохолно съдържание 5,3 об%.
- Erdinger Kristall – светлозлатиста филтрирана кристал вайс бира, с алкохолно съдържание 5,3 об%.
- Erdinger Leicht – слаба светла нефилтрирана вайс бира с алкохолно съдържание 2,8 об%.
- Erdinger Pikantus – силна тъмна нефилтрирана вайсбок бира с алкохолно съдържание 7,3 об%.
- Erdinger Schneeweisse – сезонна светла нефилтрирана вайс бира с алкохолно съдържание 5,6 об%. Произвежда се от 1997 г., през зимните месеци – от ноември до февруари.
- Erdinger Urweisse – светла нефилтрирана вайс бира с алкохолно съдържание 4,9 об%. Произвежда се от 2008 г.
- Erdinger Champ – светла нефилтрирана вайс бира с алкохолно съдържание 4,7 об%. Предлага се само в стъклени бутилки от 0,33 л.
- Erdinger Festweiße – светла нефилтрирана вайс бира с алкохолно съдържание 5,7 об%. Произвежда се за празника Октоберфест.

## Галерия
- Erdinger
- Erdinger Weisbier
- Erdinger Dunkel
- Erdinger Kristall